# Liste des intendants de la généralité de Paris
La Généralité de Paris est la circonscription des intendants de l'Île-de-France, leur siège est Paris.
Les intendants de police, justice et finances sont créés en 1635 par un édit de Louis XIII, à la demande de Richelieu pour mieux contrôler l'administration locale.

## Liste des intendants de la généralité de Paris
| Date                                   | Nom |
| -------------------------------------- | --- |
| Pendant la Fronde                      | Joseph-Antoine Le Febvre de La Barre (1622 - 4 mai 1688) fils d'Antoine Le Fèbvre de la Barre, prévôt des marchands de Paris (1650-1654), grand-père du chevalier de la Barre Il a été intendant de Paris pendant la Fronde, maître des requêtes en 1653, puis intendant du Bourbonnais en 1655, intendant du Dauphiné en 1659, intendant d'Auvergne (1660-1661). L'inimité avec le clan Colbert va le priver de ses fonctions administratives. Il est alors capitaine de vaisseau dans la marine royale en 1661, après avoir participé à la reprise de Cayenne avec Alexandre de Prouville de Tracy, lieutenant général de toute l’Amérique française, en 1664, il est nommé lieutenant général de la Guyane vers 1666, revenu à Paris en 1671, il a participé en tant que commandant de navire de l'escadre de l'amiral d'Estrées à la bataille de Schooneveld. Il est nommé gouverneur général de la Nouvelle-France le 1er mai 1682 où il succède à Louis de Buade, comte de Frontenac. Jugé mauvais administrateur par Louis XIV, il est remplacé à son poste en août 1685 par Jacques-René de Brisay, marquis de Denonville |
| 21 décembre 1647 - 21 avril 1648       | Antoine Le Camus seigneur d’Hémery (1603 - 27 janvier 1687) Reçu conseiller au parlement de Paris le 6 septembre 1624 ; Maître des requêtes le 31 octobre 1631 ; Président de la chambre des comptes en 1638 ; Conseiller d’État puis Contrôleur général des finances le 20 avril 1648. Épouse en l’église Saint-Jean de Grève à Paris le 21 janvier 1631, Isabelle Feydeau de Brou (1613-1676/1675). |
| Avril 1648-1653                        | Nicolas Fouquet (27 janvier 1615 - 23 mars 1680) Fils de François IV Fouquet (1587-1640), conseiller d’État et de Marie de Maupeou (1590-1681); 1631 Avocat au Parlement de Paris; 1er février 1633 Nommé conseiller au Parlement de Metz avec dispense d’âge (reçu le 24 septembre 1633); novembre 1635 Achète une charge de maître des requêtes (prête serment le 18 janvier 1636, est reçu le 1er février 1636); 1er février 1641 Achète le domaine de Vaux, qui pendant deux siècles avait été la propriété d'une famille de magistrats, les Lotin de Charny; mai 1641 achète 40 000 livres à Louis de Valois la moitié de la vicomté de Melun; 1642-1643 Intendant de l’armée du nord; 1643-1644 Intendant de justice de police et de finances du Dauphiné; 5 mai 1647 Intendant de Justice et de Finances à l'armée de Flandres; 30 avril 1647 Souscrit une de 24 parts de la Compagnie des Indes Orientales; novembre 1650-juin 161 Procureur général au Parlement de Paris (reçu le 29 novembre 1650); 8 février 1653-1661 Surintendant des finances; février 1653 Ministre d’État; 5 septembre 1661 Arrêté à Nantes; 20 décembre 1664 Condamné au bannissement perpétuel; 22 décembre 1664 Louis XIV commue la peine en internement à vie; 27 décembre 1664 : Quitte Paris et gagne, sous bonne escorte, après un voyage de trois semaines, la forteresse de Pignerol; 24 janvier 1640 Épouse à Notre-Dame de Nantes Louise Fourché, dame de Quéhillac (née à Rennes le 28 octobre 1619, morte à Paris le 21 août 1641), qui lui apporte 160 000 livres de dot. Le contrat de mariage est du 10 janvier 1640; 5 février 1651 Épouse Marie-Madeleine de Castille (vers 1635-12 décembre 1716) qui lui apporte 100 000 livres de dot. |
| 12 août 1653 - 1657                    | Louis Le Tonnelier de Breteuil (1609 - 18 janvier 1685) Fils de Claude Le Tonnelier, seigneur de Breteuil et de Marie Le Fèvre de Caumartin, dame de Boissettes; 26 janvier 1632 Conseiller au Parlement de Bretagne; 17 décembre 1637 Conseiller au Parlement de Paris et commissaire en la première chambre des requêtes du palais; 16 janvier 1644 Maître des requêtes; 15 octobre 1646 Intendant de Languedoc, Cerdaine et Roussillon; 20 octobre 1657-1680 Contrôleur général des finances et conseiller d’État; 6 janvier 1637 Épouse Chrétienne Le Court (1618-1707) veuve de Nicolas de Bragelogne, chevalier, seigneur de la Touche, maître d'hôtel du roi. |
| octobre 1657 - 1658                    | Louis Boucherat (20 août 1616 - 2 septembre 1699) Fils de Jean Boucherat, doyen des maîtres des comptes et de Catherine Machault requêtes, 1637 Correcteur des comptes, 1640 Conseiller au Parlement, 29 août 1641 Commissaire aux requêtes, 4 décembre 1643 Maître des requêtes, 1644 Conseiller d’État semestre, 1652 Intendant du Languedoc, 28 mai 1655 Intendant de Champagne, 1657-1679 Commissaire du roi aux états de Bretagne (excepté les années 1663 et 1665), 1662 Conseiller d’État, 3 août 1661 : Maître des requêtes honoraire par lettre, 12 février 1671 Conseiller d’honneur au Parlement, 1679 Président de la chambre souveraine établie à l’Arsenal pour juger de l’affaire des poisons, 5 mai 1681 Membre du conseil royal des finances, 1er novembre 1685-2 septembre 1699 : Chancelier et garde des sceaux 21 août 1691 Chancelier des ordres du roi, Épouse en premières noces Françoise Marchand (morte le 28 octobre 1652), 7 octobre 1655 Épouse Anne Françoise de Loménie (morte le 22 février 1697) |
| 1658 - 1666                            | Thomas Le Lièvre (23 janvier 1600 - 13 août 1669) Fils de Claude lV, conseiller secrétaire du Roi, et de Catherine Gayant, il devient en 1625 Conseiller au Châtelet, puis le 19 juillet 1626, conseiller au Parlement. Le 25 juillet 1631 il est reçu secrétaire du Roi par décès de Claude Le Lievre son père puis le 7 avril 1634 maître des requêtes enfin le 7 novembre 1637 président au grand conseil. En 1638 il est conseiller d’État par brevet. Par lettre patentes d'octobre 1648 et de juin 1659 ses terres de Fourilles et de Grange-le-Roi sont érigées en marquisat. Le 28 janvier 1639 il épouse par contrat de mariage au Châtelet de Paris Anne Faure de Berlize qui lui donne cinq enfants. |
| 1666 - 1668                            | Jean-Paul de Barillon d’Amonncourt (1628 - 23 juillet 1691) Maître des requêtes (4 juillet 1657), Intendant à Paris (1666-1667), Intendant de Flandre (1667-1668), Intendant de justice, police et finances en la généralité d’Amiens, Artois, Hainaut, pays conquis et reconquis (c’est-à-dire Flandre wallonnes et Flandre maritime)(12 janvier 1668), Conseiller d’État semestre (1672), Ministre plénipotentiaire à Cologne (1673-1689), Conseiller d’État ordinaire (1681), en 1663 il épouse Marie Madeleine Mangot (décédée en 1694) |
| janvier 1668 - 1675                    | Charles Colbert de Croissy (août 1629 - 28 juillet 1696) Fils de Nicolas Colbert seigneur de Vendières (né en mars 1590, mort le 21 décembre 1661) et de Marie Pussort 1654-1663 Intendant des armées de Catalogne, de Provence et de Naples; 23 février 1656 Intendant d’Alsace; mai 1656 Reçu conseiller au Parlement de Metz; 1658 Président du Conseil souverain d’Alsace; 10 mai 1661 Intendant de Lorraine par commission 14 février 1662 Reçu président au Parlement de Metz; 25 février 1663-1669 Maître des requêtes; 25 mai 1663-1665 Intendant de Tours et de Poitiers; 1666 Intendant d’Amiens et de Soissons; 1668 Intendant de Flandre; 1668 Conseiller d’État semestre; août 1668-1674 Ambassadeur en Angleterre; 1668 Conseiller d’État semestre; 1669 Conseiller d’État ordinaire; 22 mars 1675 Ambassadeur; extraordinaire et plénipotentiaire à Nimègue; 26 août 1679 Reçu président à mortier au Parlement de Paris; 12 février 1680-26 juillet 1696 Secrétaire d’État aux affaires étrangères; 26 juin 1690 Grand trésorier des ordres du roi; 20 janvier 1664 Épouse Marguerite Beraud de Croissy (née en 1642, morte le 17 septembre 1719), fille de Joachim Beraud seigneur de Croissy, grand audiencier de France et de Marguerite de Laistre |
| 14 décembre 1675 - 1681                | Vincent Hotman de Fontenay ( -14 mai 1683) seigneur de Fontenay, cousin par alliance de Jean-Baptiste Colbert par son mariage avec Marguerite Colbert maître des requêtes, intendant à Tours (1656-1658), intendants de Guyenne (1658-1661) puis de nouveau intendant de Tours entre 1662 et 1663,procureur général à la Chambre de justice, en 1663, au moment du procès de Nicolas Fouquet, secrétaire de la commission pour la réformation de la Justice (1665-1667), intendant des finances en 1666, suppléant de Charles Colbert de Croissy comme intendant de Paris entre 1675 et 1679, il le remplace ensuite |
| 1er janvier 1681 - novembre 1690       | Jean-Jacques Charron de Ménars (3 novembre 1643-16 mars 1718) marquis de Ménars, il était le beau-frère de Jean-Baptiste Colbert conseiller au parlement de Paris en décembre 1665, maître des requêtes le 17 février 1674, intendant à Orléans (1674-1681), puis président à mortier le 12 janvier 1691. Surintendant de la Maison de la Reine depuis 1672 |
| 13 décembre 1690 - août 1709           | Jean-Baptiste Phélypeaux de Pontchartrain (12 mars 1646-19 août 1711) seigneur d’Arzille, petit-fils de Paul Phélypeaux de Pontchartrain, fils de Louis Ier Phélypeaux de Pontchartrain, frère de Louis II Phélypeaux de Pontchartrain conseiller au Grand Conseil en 1682, maître des requêtes en 1686, puis conseiller d’État le 23 novembre 1693 16 septembre 1683 Épouse sa cousine Anne-Marie de Beauharnais (1644 -8 août 1723), fille de François III, seigneur de la Grillière, Lieutenant Général au bailliage d’Orléans, et de Charlotte de Bugy |
| 17 août 1709 - 1724                    | Armand-Roland Bignon de Blanzy (23 septembre 1666-20 février 1724) petit-fils de Jérôme Bignon (1589-1656), fils de Jérôme Bignon (1627-1697) frère de Jérôme Bignon (1658-1725) et de Jean-Paul Bignon, neveu de Jérôme Phélypeaux de Pontchartrain avocat général à la cour des Aides le 3 mai 1689, maître des requêtes le 16 mars 1693, intendant des finances en septembre 1699, conseiller d'État en 1709 |
| 1er mars 1724 - 1728                   | Nicolas Prosper Bauyn d'Angervilliers (15 janvier 1675 -15 février 1740) maître des requêtes le 20 mars 1697, intendant à Alençon (1704-1706), intendant du Dauphiné (1705-1715), intendant d'Alsace (1715-1724), nommé intendant de Paris le 1er mars 1724, puis ministre de la Guerre du 22 mai 1728 jusqu'à sa mort en charge, ministre d'État le 30 mars 1729 |
| 1er juin 1728 - 1739                   | Louis-Auguste-Achille de Harlay de Bonneuil (4 février 1679-27 décembre 1739) seigneur de Bonneuil, comte de Cély. Fils de Nicolas-Auguste de Harlay, intendant de Bourgogne (1683-1688) conseiller au parlement au Parlement de Paris en 1696, maître des requêtes en 1707, intendant de Béarn (1712-1716), il est nommé le 9 octobre 1715 intendant de Metz, avant d'être nommé intendant de Paris |
| 30 décembre 1739 - 2 août 1740         | René Hérault (23 avril 1691 - 2 août 1740) Fils de Louis Hérault (1645-1724), collecteur d'impôt, et de sa femme, Jeanne Charlotte Guillard de La Vacherie; avocat du roi au Châtelet de Paris (1721); procureur général au Grand Conseil (3 février 1718); maître des requêtes, intendant de la généralité de Tours (23 mars 1722 |
| 5 août 1740 - 1742                     | Marc-Pierre de Voyer de Paulmy d'Argenson (16 août 1696-24 mai 1764) comte d'Argenson, fils de Marc-René de Voyer de Paulmy, frère de René-Louis de Voyer de Paulmy avocat du roi au Châtelet de Paris en 1717, conseiller au parlement de Paris le 5 juillet 1719, maître des Requêtes le 17 novembre 1719, lieutenant général de police du 18 janvier au 1er juillet 1720, intendant à Tours (1721-1722), puis de nouveau lieutenant général de police de Paris du 26 avril 1722 au 28 janvier 1724, chancelier et surintendant des finances du duc d'Orléans du 24 septembre 1723 à août 1742, conseiller d'État surnuméraire le 28 janvier 1724, premier président du Grand Conseil le 28 décembre 1738, conseiller d'État ordinaire le 10 avril 1740, enfin ministre d'État le 26 août 1742, directeur des fortifications de terre en mars 1743, ministre de la Guerre le 8 janvier 1744 disgracié le 1er février 1757, surintendant des postes et relais de France le 19 novembre 1744, directeur général des haras le 28 avril 1749 |
| 3 octobre 1742 - novembre 1744         | Paul Esprit Feydeau de Brou (17 mai 1682-3 août 1767) seigneur de Brou, Prunelay, la Villeneuve et autres lieux. Conseiller au parlement de Paris, maître des Requêtes de l'Hôtel du roi, nommé à l'intendance d'Alençon le 29 septembre 1713, puis intendant de Bretagne en 1716, conseiller en tous ses conseils d'État et privé par lettres du 11 décembre 1725, puis intendant de Justice, Police et Finances, Fortifications et vivres en la généralité de Strasbourg le 14 août 1728 jusqu'en 1742, intendant de l'armée d'Alsace, sous le maréchal duc de Berwick, le 15 septembre 1733, intendant de l'armée du Rhin le 1er avril 1734 sous le même maréchal, puis sous le maréchal de Coigny le 1er mai 1735, nommé intendant de Paris le 13 octobre 1742 jusqu'en 1744, conseiller au Conseil royal des Finances le 20 novembre 1744, conseiller au Conseil des Dépêches le 13 octobre 1751, garde des sceaux de France le 27 septembre 1762, fonctions dont il se démit le 9 octobre 1763. |
| 1er décembre 1744 - 1er septembre 1776 | Louis Jean Bertier de Sauvigny (27 mars 1709 - 23 août 1788) seigneur de Sauvigny, père de Louis Bénigne François Bertier de Sauvigny intendant de la généralité de Moulins (1738-1740), puis de intendant du Dauphiné (1740-1744), pendant qu'il est intendant de Paris, il a assumé la fonction de premier président du parlement de Paris entre 1771 et 1774, intermède des « parlements Maupeou » |
| 13 septembre 1776 - 22 juillet 1789    | Louis Bénigne François Bertier de Sauvigny (23 mars 1737-22 juillet 1789) seigneur de Sauvigny conseiller au Grand Conseil en 1754, maître des requêtes en 1763, intendant adjoint à Paris en 1768 sous les ordres de son père, surintendant de la Maison de la Reine en 1775 avant de devenir intendant de Paris |